# Левоцетиризин
Левоцетиризин — синтетичний препарат, що є похідним піперидину та належить до антигістамінних препаратів ІІІ покоління, для перорального застосування. У вигляді дигідрохлориду використовується для лікування алергічного нежитю носу та алергічного кон'юнктивіту. За хімічною структурою є лівообертаючим ізомером цетиризину. Уперше левоцетиризин отриманий із суміші енантіомерів цетиризину в 2001 році у Бельгії та зареєстрований компанією UCB під торговельною маркою «Ксизал».

## Фармакологічні властивості
Левоцетиризин — синтетичний препарат, що є похідним піперидину та належить до групи антигістамінних препаратів ІІІ покоління. За хімічною будовою він є лівообертаючим ізомером цетиризину, який у свою чергу є метаболітом гідроксизину — представника І покоління антигістамінних препаратів — похідних піперидину. Механізм дії препарату полягає у селективному блокуванні Н1-рецепторів гістаміну, попередженні спазмів гладких м'язів, що викликаються гістаміном, у тому числі бронхоконстрікцію у хворих обструктивними захворюваннями легень, розширення капілярів та підвищення їх проникності, розвиток ангіоневротичного набряку, еритеми та свербежу шкіри і слизових оболонок. При алергічному риніті препарат зменшує частоту чхання, сльозотечу, виділення із носових ходів та свербіж слизових носа. Цетиризин є високоспецифічним блокатором Н1-рецепторів гістаміну, та навіть у високих концентраціях має лише незначну дію на серотонінові, дофамінові, М-холінорецептори та альфа-адренорецептори. Специфічність дії левоцетиризину до Н1-гістамінових рецепторів удвічі вища, ніж у цетиризину, та у 600 разів вища, ніж до інших рецепторів клітин. При застосуванні левоцетиризину спостерігається зменшення потреби у застосуванні інгаляційних β2-агоністів та похідних кромогліцієвої кислоти у хворих бронхіальною астмою. Левоцетиризин не має токсичного впливу на міокард. На відміну від антигістамінних препаратів І покоління, левоцетиризин погано проходить через гематоенцефалічний бар'єр та має незначний седативний ефект. Оскільки левоцетиризин метаболізується у незначній кількості, він не взаємодіє з ферментними системами цитохрому та не має клінічно значимих лікарських взаємодій із іншими лікарськими препаратами, що дає можливість застосовувати препарат разом із антибіотиками, протигрибковими препаратами, а також у хворих із захворюваннями печінки.

### Фармакокінетика
Левоцетиризин швидко всмоктується в шлунково-кишковому тракті, біодоступність препарату складає близько 100%. Початок дії препарату в 50% хворих спостерігається через 12 хвилин після перорального прийому. Максимальна концентрація в крові левоцетиризину досягається протягом 54 хвилин, одночасний прийом їжі не знижує ступінь всмоктування препарату. Левоцетиризин добре зв'язується з білками плазми крові. Найвищі концентації препарату спостерігаються в печінці та нирках, найнижчі концентрації — в центральній нервовій системі. Левоцетиризин проходить через плацентарний бар'єр та виділяється в грудне молоко. Левоцетиризин у незначній кількості (14%) метаболізується в печінці з утворенням неактивних метаболітів. Виводиться препарат із організму переважно із сечею в незміненому вигляді, частково із калом у вигляді неактивних метаболітів. Період напіввиведення левоцетиризину складає 7–10 годин, при порушенні функції нирок цей час може подовжуватися.

## Показання до застосування
Левоцетиризин застосовується при сезонному та цілорічному алергічному риніті, полінозі, алергічному кон'юнктивіті, кропив'янці, набряку Квінке, свербежеві шкіри, а також у комплексній терапії атопічного дерматиту, хронічної екземи та бронхіальної астми, як у дорослих, так і у дітей.

## Побічна дія
При застосуванні левоцетиризину можуть спостерігатися наступні побічні ефекти:
- Алергічні реакції — дуже рідко (менше 0,01%) висипання на шкірі, свербіж шкіри, набряк Квінке, кропив'янка, анафілактичні реакції.
- З боку травної системи — часто (1–10%) сухість у роті; нечасто (0,1–1%) біль у животі; дуже рідко (менше 0,01%) нудота.
- З боку нервової системи — часто (1–10%) головний біль, сонливість, підвищена втомлюваність; рідко (0,01–0,1%) мігрень, головокружіння, при передозуванні в дітей — підвищена збудливість.
- Інші побічні ефекти — дуже рідко (менше 0,01%) збільшення маси тіла, диспное.
- Зміни в лабораторних аналізах — підвищення активності ферментів печінки.

## Протипокази
Левоцетиризин протипоказаний при підвищеній чутливості до препарату та при важкій нирковій недостатності. Препарат не застосовується у дітей у віці менше 6 років. Левоцетиризин не рекомендується при вагітності та у період годування грудьми.

## Форми випуску
Левоцетиризин випускається у вигляді таблеток по 0,005 г та сиропу, що містить 2,5 мг левоцетиризину на 5 мл розчину в флаконах по 100 мл. Левоцетиризин разом із монтелукастом входить до складу комбінованого препарату «Гленцет едванс».